# Hoeker

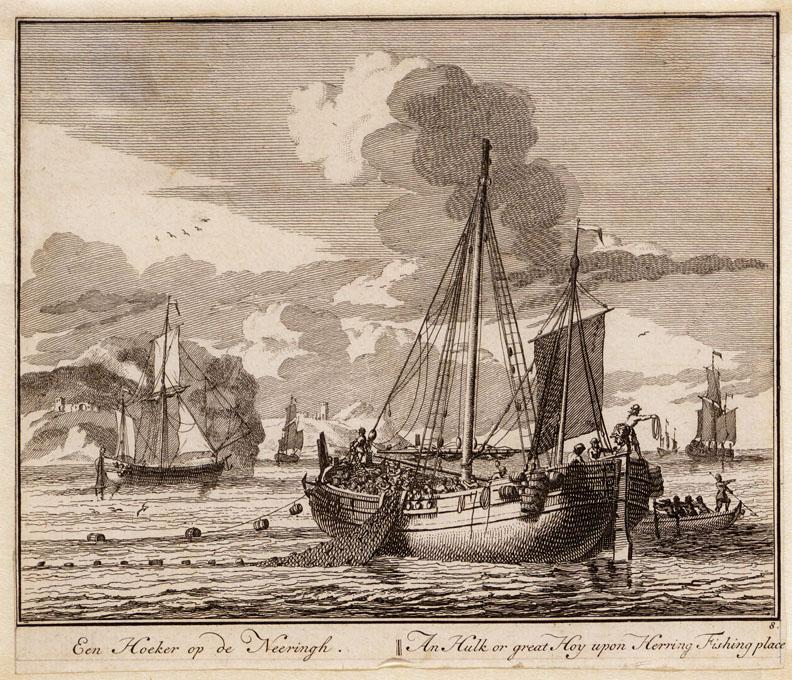
Adolf van der Laan: Een Hoeker op de nehring c. 1720

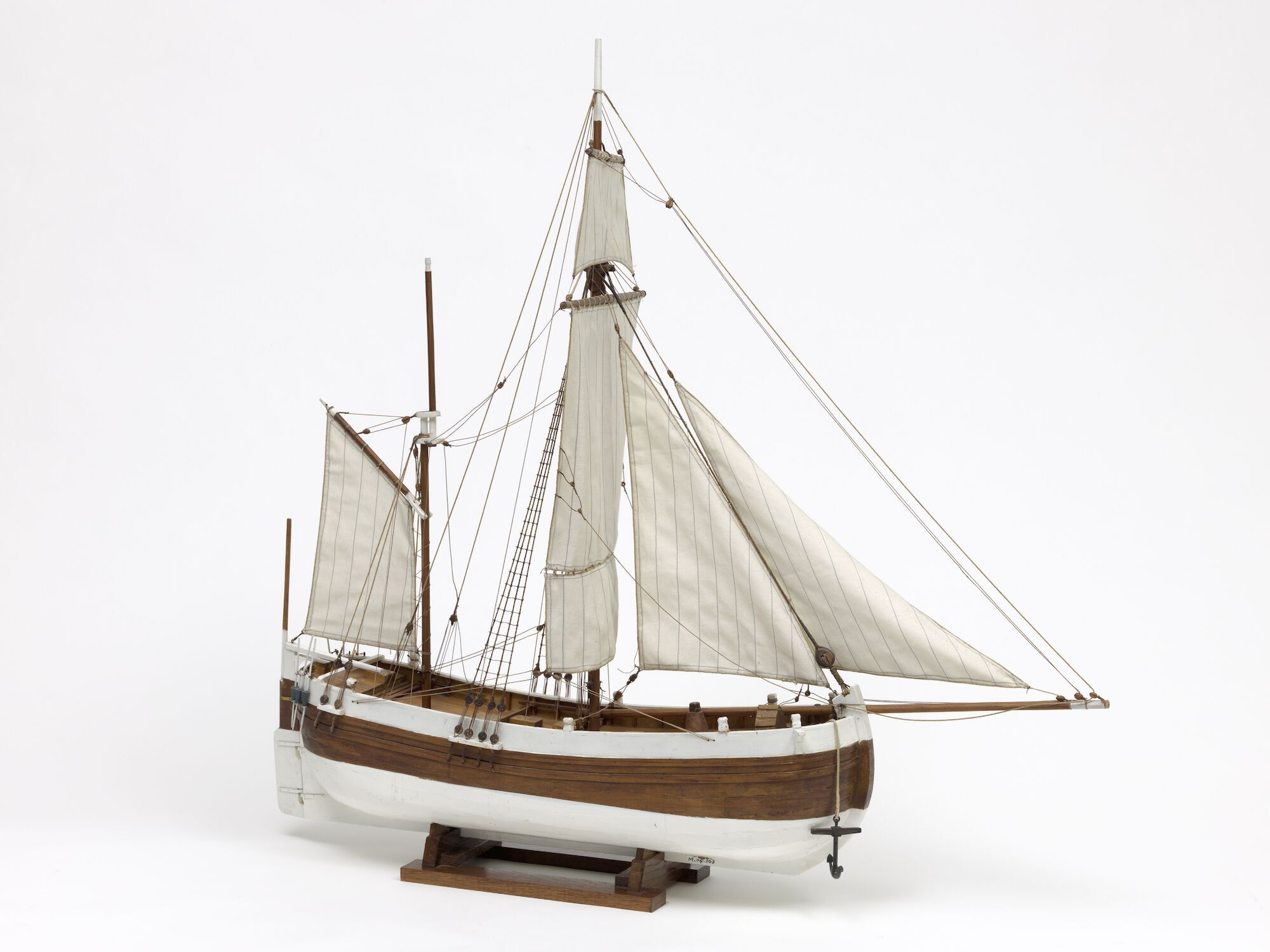
Scheepsmodel 17de-eeuwse vishoeker - Gaston Desnerck - NAVIGO Nationaal Visserijmuseum

De hoeker is een rondgebouwde driemaster van Nederlandse oorsprong uit de zeventiende eeuw. Vissersvaartuigen die niet de bouwvorm van een hoeker hadden maar waarmee wel de hoekwantvisserij werd toegepast zijn echter ook omschreven als een hoeker.
In Zoetermeer bestaat de zogenoemde Hoekerkade, vernoemd naar dit vissersvaartuig, in een wijk waarin alle straatnamen eindigen op 'kade' en verwijzen naar vaartuigen.

## Van visserij naar koopvaardij
Oorspronkelijk was de hoeker een vissersvaartuig, maar hij werd ook wel voor de koopvaardij gebruikt. De naam hoeker is vermoedelijk ontstaan in relatie met het hoekwant — een vorm van zeevisserij met geaasde haken — waarmee het vissersvaartuig viste. In 1664 besloot de Vereenigde Oostindische Compagnie dit schip in haar vloot op te nemen. De Kamer van Delft kocht vier schepen. De Rotterdamse Kamer was de eerste die in 1667 de bouw van een serie hoekers startte. Al na 1670 verdwenen de hoekers weer uit de schepenlijsten van de VOC. Deze rondgebouwde driemasters werden in de Tweede Engels-Nederlandse Oorlog ingezet nadat zij met kanonnen waren uitgerust.

## Afmetingen en bouwmethodiek
Na afloop van deze oorlog gingen zij naar de Oost, waar zij bleven. De meeste hoekers waren 80 voet lang en 20 voet breed en hadden een holte van 11 voet. De hoeker had een brede boeg en achtersteven. Zij hadden een grote- en een bezaansmast met vierkante zeilen. De grotere hoekers hadden ook nog een fokkemast, zoals de iets kleinere fluiten. Het zeil van de bezaansmast was dan vervangen door een driehoekig Latijns zeil. Na 1670 werd nog slechts af en toe een hoeker gebouwd, zoals in 1695. Die was groter dan de andere: 90 voet en een duim lang, 23 voet en zes duim breed en een holte van 11 voet en 10,5 duim.